# Trần Trọng Khiêm
Trần Trọng Khiêm (1821-1866), sau đổi tên là Lê Kim, là một chỉ huy trong công cuộc chống Pháp do Võ Duy Dương lãnh đạo tại Đồng Tháp (Việt Nam) ở giữa thế kỷ 19. Ông cũng được xem là người Việt đầu tiên đến Hoa Kỳ. Sau khi từ bỏ việc đi tìm vàng, ông trở thành nhà báo Việt đầu tiên ở đây.

## Cuộc đời
Trần Trọng Khiêm sinh năm Tân Tỵ (1821) tại làng Xuân Lũng, huyện Sơn Vi (nay là huyện Lâm Thao, tỉnh Phú Thọ).
Thuở nhỏ, ông học ở quê nhà, nổi tiếng hay chữ, nhưng không đi thi. Năm 20 tuổi, ông lập gia đình với người họ Lê cùng làng, rồi theo nghề buôn bán gỗ ở Bạch Hạc (Việt Trì) và Phố Hiến (Hưng Yên).

### Trả thù cho vợ, rồi trốn ra nước ngoài
Năm 1843, vợ ông Khiêm bị một viên chánh tổng hại chết vì chiếm đoạt bà không được. Căm giận, ông giết chết ông này để trả thù cho vợ, rồi trốn đến Phố Hiến, xin làm thủy thủ cho một tàu buôn nước ngoài.
Sau khi lần lượt trải qua Hương Cảng, Anh, Hòa Lan,... cuối cùng ông đến thành phố New Orleans (Hoa Kỳ) vào khoảng năm 1849. Tại đây, ông gia nhập vào đoàn người ô hợp do Mark (người Canada) lập nên, để đi tìm vàng ở miền Viễn Tây Hoa Kỳ.
Năm 1854, chán cảnh hỗn độn, truỵ lạc và cướp bóc ở nơi ấy, ông tìm đến California, làm công việc chạy tin tự do cho vài tờ báo như tờ Alta California, Morning Post, và làm biên tập viên cho tờ nhật báo Daily Evening. Đề tài mà ông thường viết là về cuộc sống đầy hiểm họa và cay đắng của những người khai khoáng ở bắc California và quanh khu vực San Francisco... Kiếm sống như vậy khoảng hai năm, nhân một chuyến tàu sang Hương Cảng, ông xin theo, rồi nhập tịch Trung Quốc.

### Trở về nước, tham gia chống Pháp
Sau nhiều năm bôn ba ở nước ngoài, năm 1854, Trần Trọng Khiêm trở về nước. Nhưng vì sợ bị bắt, nên ông không về quê mà vào Định Tường (Nam Kỳ) để khai hoang lập nghiệp, trong thân phận là một người Minh Hương. Và ông là một trong những người đầu tiên đứng ra khai phá, lập nên làng Hòa An thuộc phủ Tân Thành, tỉnh Định Tường xưa (nay thuộc tỉnh Đồng Tháp).
Tại đây, ông tục huyền với một người phụ nữ họ Phan và sinh được hai người con trai, đặt tên là Lê Xuân Lãm và Lê Xuân Lương (lấy tên đệm là Xuân để tưởng nhớ quê cũ của ông là làng Xuân Lũng).
Năm 1864, quân Pháp đã đánh chiếm xong ba tỉnh miền Đông Nam Kỳ, sau đó họ lần lượt mở các cuộc tấn công ba tỉnh miền Tây còn lại. Để cản ngăn quân xâm lược, Trần Trọng Khiêm tình nguyện theo thủ lĩnh Võ Duy Dương (1827-1866) mộ quân chống lại. Sau đó, ông được giao chỉ huy một đội quân, và đã đụng độ với quân Pháp nhiều trận ở Mỹ Trà (nay thuộc thành phố Cao Lãnh), Cao Lãnh, Cái Bè, Cai Lậy.

### Tuẫn tiết
Năm 1866, trong một đợt truy quét của quân Pháp do tướng De Lagrandière chỉ huy, đồn quân do Trần Trọng Khiêm cai quản bị thất thủ. Không chịu bị bắt, ông đã tuẫn tiết. Năm ấy, ông mới 45 tuổi. Sau đó, thi hài ông được nghĩa quân chôn cất tại Gò Tháp (nay thuộc huyện Tháp Mười, tỉnh Đồng Tháp.
Theo Gia phả nhà họ Lê do hậu duệ của Lê Kim (tức Trần Trọng Khiêm) gìn giữ, thì trước khi mất, ông căn dặn vợ lánh qua Rạch Giá gắng sức nuôi dạy con; đồng thời căn dặn các con sau này luôn giữ gìn đạo trung hiếu, đừng trục lợi cầu vinh, đừng tham vàng bỏ ngãi (nghĩa)...
Cảm phục tấm gương "vì nước quên thân" của Trần Trọng Khiêm, có người làm đôi câu khắc trên mộ ông:
Lòng trời không tựa, tấm gương tiết nghĩa vì nước quyên sinh
Chính khí nêu cao, tinh thần Hùng Nhị còn truyền hậu thế.
Ghi công ông, hiện ở phường Long Bình, thành phố Thủ Đức, Thành phố Hồ Chí Minh có con đường mang tên Trần Trọng Khiêm (10°52′02″B 106°50′23″Đ / 10,867354°B 106,839801°Đ) nối đường Nguyễn Xiển với đường Mạc Hiển Tích. Ở thành phố Đà Nẵng, tại phường Khuê Mỹ, quận Ngũ Hành Sơn có một con đường mang tên Trần Trọng Khiêm, nối đường Lê Văn Hiến với đường Chương Dương.

## Trong văn học, nghệ thuật
Cuộc đời sinh động và bi hùng của Trần Trọng Khiêm (tức Lê Kim) được hai nhà văn người Pháp Rene Lefebre và người Việt Nguyễn Hiến Lê chuyên thể loại hư cấu nghệ thuật chuyển tải li kỳ sinh động vào trong hai tiểu thuyết có nhan đề lần lượt là La rueé vers l'or (Đổ xô đi tìm vàng) thuộc nhà xuất bản Dumas, Lyon, 1937 và Con đường thiên lý viết xong năm 1972.

## Sách tham khảo
- Nguyễn Hiến Lê, Con đường Thiên lý. Nhà xuất bản Văn hóa-Thông tin, 2001.
- Nguyễn Q. Thắng-Nguyễn Bá Thế, Từ điển nhân vật lịch sử Việt Nam. Mục từ "Trần Trọng Khiêm". Nhà xuất bản Khoa học xã hội, 1992.